# Павія-ді-Удіне
Павія-ді-Удіне (італ. Pavia di Udine, вен. Pavia de Udine) — муніципалітет в Італії, у регіоні Фріулі-Венеція-Джулія,  провінція Удіне.
Павія-ді-Удіне розташована на відстані близько 470 км на північ від Рима, 60 км на північний захід від Трієста, 10 км на південний схід від Удіне.
Населення — 5626 осіб (2014).
Щорічний фестиваль відбувається 4 липня. Покровитель — Sant'Ulderico.

## Демографія
Населення за роками:

Станом на 1 січня 2023 року в муніципалітеті офіційно проживав 391 іноземець з 44 країн, серед них 134 громадяни країн Євросоюзу та 24 громадяни України.

## Сусідні муніципалітети
- Бічинікко
- Буттріо
- Манцано
- Мортельяно
- Поццуоло-дель-Фріулі
- Прадамано
- Санта-Марія-ла-Лонга
- Тривіньяно-Удінезе
- Удіне